# Аденский-Пинчук, Андрей Дмитриевич
Андрей Дмитриевич Аденский-Пинчук (30 ноября [12 декабря] 1897, Лоев, Минская губерния — 14 августа 1979, Минск) — белорусский советский терапевт. Доктор медицинских наук (1943), профессор (1945). Заслуженный деятель науки БССР (1967).

## Биография
В 1914 г. окончил высшее начальное училище в г. Лоеве, в 1927 г. — медицинский факультет Киевского университета.
Участник революционного движения в Беларуси.
- 1914—1915 гг. — учитель Белосороинской начальной школы Речицкого уезда;
- 1915—1918 гг. — Участие в Первой мировой войне на Западном фронте; 1917—1918 гг. — Участник установления Советской власти (член ВКП(б) с 1917 г.), участие в боях против немецких и польских войск на территории Беларуси, работа в подполье и тылу немецких войск, начальник милиции в г. Лоеве, помощник военкома на Западном фронте;
- 1919—1921 гг. — Участие в Гражданской войне в рядах Красной Армии на территории Беларуси;
- 1921—1927 гг. — Работа в Киевском губкоме ВКП(б), Центральном архиве революции (Истпарт Киевского губкома), заведующий краевым лечебным бюро Наркомздрава УССР на правом берегу, секретарь райкома профсоюза «Рабкамгас»;
- 1927—1932 гг. — Аспирант кафедры терапии Украинской Академии наук при клинике академика Н. Д. Стражеско;
- 1932—1937 гг. — Ассистент кафедры терапии, старший научный сотрудник, докторант Украинского института клинической медицины Академии Наук УССР;
- 1937—1941 гг. — Доцент, заведующий кафедрой терапии Киевского стоматологического института, 2-го отделения терапии Киевской клинической больницы имени Октябрьской революции;
- 1941—1947 гг. — Участие в Великой Отечественной войне и служба в Красной Армии;
- 1947—1949 гг. — Заведующий кафедрой терапии Станиславского (Ивано-Франковского) медицинского института УССР, начальник терапевтического отделения Станиславского военного госпиталя;
- 1949—1970 гг. — Заведующий 1-й Кафедры терапии Белорусского института усовершенствования врачей;
- 1949—1950 гг. — Заместитель директора БелГИУВ по научно-учебной части;
- 1950—1957 гг. — Начальник лечебно-санитарного управления МЗ БССР, затем консультант (там же)

Заведующий кафедрой терапии Белорусского института усовершенствования врачей (1949—1970).
Похоронен на Северном кладбище г. Минска.

## Научная работа
Основные направления научной деятельности: вопросы диагностики и терапии сердечно-сосудистых заболеваний, изучение этиологии, патогенеза, лечения и профилактики ревматизма, гипертонической болезни, исследования по проблеме реактивности организма, клинике язвенной болезни желудка и 12-перстной кишки, патологии печени, органов дыхания, работы по исследованию венозного давления и определении его значения в клинике сердечно-сосудистых заболеваний.
Автор около 58 научных работ, в том числе монографий.

## Сочинения
- Спутник терапевта. Т. 1—[2]. — Мн., 1959-64

## Награды
Награждён 2 орденами Ленина (1961, 1967), Трудового Красного Знамени (1953), Почетным знаком «Герой революционного движения», 3 Почетными грамотами Верховного Совета БССР, медалями. Заслуженный деятель науки БССР (1967).